# Chuck Norris – Hitman
Chuck Norris – Hitman (Originaltitel: The Hitman) ist ein Actionfilm aus dem Jahr 1991 mit Chuck Norris und Michael Parks in den Hauptrollen. Regie führte Aaron Norris, der Bruder von Chuck Norris.

## Handlung
Seattle Cop Cliff Garret wird bei einem Einsatz von seinem Partner Ronny „Del“ Delany verraten und lebensgefährlich verwundet.
Garret stirbt kurz in der Notaufnahme, wird aber wiederbelebt. Auf Anweisung seines Polizeichefs wird Garret offiziell für tot erklärt und bekommt eine neue Identität. Garret wird als Killer Danny Grogan in die Organisation von Mafia-Boss Marco Luganni eingeschleust.
Der Plan ist es Luganni gegen den kanadischen Gangster Lacombe auszuspielen und beide Organisationen festzunehmen. Nach einiger Zeit mischen sich plötzlich iranische Drogenhändler ins Geschehen ein und versuchen einen Krieg zwischen den beiden Parteien zu provozieren.
Grogan spielt nun alle Parteien gegeneinander aus und sein Plan geht auf, bis ihn plötzlich seine Vergangenheit einholt und Delany, der heimlich mit den Iranern zusammen arbeitet in Grogan seinen alten Partner Garret erkennt. Delany will Grogan zur Zusammenarbeit zwingen, indem er einen Jungen aus Grogans Nachbarschaft an einen mit Sprengstoff versehenen Stuhl bindet. Delany zündet die Bombe, aber Grogan überlebt und der Junge wird schwer verletzt ins Krankenhaus eingeliefert.
Grogan wird für tot gehalten und so treffen sich Luganni, Lacombe und die Iraner in einer Lagerhalle am Hafen. Die Iraner erschießen mit Hilfe der Italiener auf Befehl von Delany Lacombe und seine Leute. Danach geraten die Italiener, die dann Delany und die Iraner töten wollten, selbst in einen von ihnen geplanten Hinterhalt und werden ebenfalls erschossen. Grogan erscheint aber dann unerwarteterweise am Tatort. Er tötet dort jeden der Iraner in einem Schusswechsel und überwältigt Delany. Daraufhin lässt er Delany, an einem Stuhl gefesselt, aus einem Fenster hängen. Als Grogans Polizeichef erscheint und Delany verhaften will, wird dieser mit dem Stuhl in die Luft gesprengt. Grogan hatte den Stuhl mit Sprengstoff bestückt, genauso wie es Delany bei dem Nachbarsjungen getan hat.

## Trivia
- Es ist der vierte Film von Chuck Norris, in dem sein Bruder Aaron Norris Regie führte.
- Der Film startete am 25. Oktober 1991 in den US-amerikanischen Kinos und nahm rund 4,65 Millionen US-Dollar ein. In Deutschland wurde der Film unter dem Titel Hitman am 1. März 1992 direkt auf Video veröffentlicht.[2]
- Der ursprüngliche Titel des Filmsprojekts lautete On the Edge und sollte eigentlich von Steve Carver inszeniert werden. Dieser hatte zuvor bereits die Filme Der Gigant (1981) und McQuade, der Wolf (1983) mit Norris in der Hauptrolle inszeniert. Als jedoch die Produktion des Films aus finanziellen Erwägungen heraus nach Kanada verlagert wurde, wurde Carver durch Aaron Norris ersetzt.[3]
- Die Dreharbeiten fanden hauptsächlich in Kanada vom Dezember 1990 bis März des folgenden Jahres statt. Einige Teile entstanden auch in Washington in den Vereinigten Staaten.[4]
- Der Film war die letzte Zusammenarbeit zwischen dem Produktionsstudio Cannon Films und Chuck Norris, bei der ein Film in die Kinos kam.[5] Zuletzt folgte eine Kooperation bei Hellbound, der 1992 produziert wurde, aber erst 1995 auf Video veröffentlicht wurde.

## Kritik
Das Lexikon des internationalen Films urteilte, bei der Produktion handle es sich um einen „[k]onfektionierte[n] Gangsterfilm“, der „noch kopier- und tötungsfreudiger“ sei als vorangegangene Filme. „[G]enüßlich zelebrierte[...]  Erschießungen“ müssten als Ersatz für „Spannung“ herhalten.